# Кочкаров, Дмитрий Харунович
Дмитрий Харунович Кочкаров (род. 16 апреля 1991 года, Ставрополь) — российский легкоатлет, специализирующийся в прыжках с шестом. Чемпион Сурдлимпийских игр 2013 года. Многократный чемпион России (спорт глухих). Мастер спорта России международного класса. Заслуженный мастер спорта России (2013).

## Биография
Начинал заниматься лёгкой атлетикой в школе-интернате № 36 города Ставрополя. В настоящее время тренируется в СШОР «Юность Москвы» по лёгкой атлетике имени братьев Знаменских под руководством Владислава Хайкина.
После победы на Сурдлимпийских играх 2013 года в прыжках с шестом, Дмитрий был удостоен почётного звания «Заслуженный мастер спорта России».
Также Дмитрий периодически участвует в различных российских соревнованиях без ограничений по слуху, таких как: чемпионат Москвы 2016 года (8 место — 4,60 м), первенство Москвы среди молодежи в помещении 2016 года (8 место — 4,60 м) и других.
В 2017 году на Сурдлимпийских играх в Самсуне стал серебряным призёром.

### Семья
В 2013 году Кочкаров женился на чемпионке Сурдлимпийских игр 2013 года в эстафета 4×400 м Алевтине Сениной, с которой познакомился в 2008 году. В 2014 году у них родилась дочь Оливия.